# Operation Flashpoint
Operation Flashpoint é uma série de jogos eletrônicos de tiro em primeira pessoa baseado na simulação militar e na guerra mundial da Codemasters. O primeiro jogo, Operation Flashpoint: Cold War Crisis e suas expansões Operation Flashpoint: Red Hammer e Operation Flashpoint: Resistance, foi desenvolvido pela Bohemia Interactive Studio. O segundo jogo Operation Flashpoint: Dragon Rising e o terceiro jogo Operation Flashpoint: Red River, foram desenvolvidos pela Codemasters. Há também uma série de sequências espirituais para o jogo original feita pela Bohemia Interactive Studio, Arma.

## Jogos publicados
Abaixo uma lista com os jogos da série.
- Operation Flashpoint: Cold War Crisis, 2001[1] (Windows, Xbox)
- Operation Flashpoint: Red Hammer, 2002 (Windows, Linux, Xbox)
- Operation Flashpoint: Resistance, 2002 (Windows, Linux, Xbox)
- Operation Flashpoint: Dragon Rising, 2009[2] (Windows, Xbox 360, PlayStation 3)
- Operação Flashpoint: Red River, 2011[3] (Windows, Xbox 360, PlayStation 3)

## Série interativa Bohemia

### Operation Flashpoint: Cold War Crisis(2001)
A jogabilidade de Operation Flashpoint: Cold War Crisis (também Arma: Cold War Assault) varia significativamente dependendo do papel do jogador, mas o jogo é melhor descrito como um jogo de tiro tático com elementos significativos de veículos e pequenos elementos táticos em tempo real. Situado em 1985, o jogo se passa nas ilhas-estado de Everon e Malden, e mais tarde no jogo, na árida ilha russa de Kolgujev, que é o ponto de parada para as forças russas renegadas que invadem Everon e Malden. Foi relançado como Arma: Cold War Assault em 2011.

#### Operação Flashpoint: Red Hammer(2002)
Foi lançada uma expansão intitulada Red Hammer, que foi desenvolvida pela Codemasters, retrata o mesmo conflito de Cold War Crisis, mas dessa vez coloca o jogador no papel de um soldado russo, Dmitriy Lukin, em vez de um soldado americano.
Operation Flashpoint: Resistance (2002)
Resistance, uma expansão, incluiu gráficos atualizados, sons e mecânicas multijogador. O enredo se passa três anos antes dos eventos do enredo original do jogo. O jogador assume o papel de um ex-soldado das Operações Especiais, Victor Troska, que retornou à sua terra natal, Nogova, após anos no exílio servindo nas Forças Especiais Britânicas. Durante a primeira missão introdutória à campanha, a ilha é invadida pela União Soviética depois que alguns membros do partido socialista traem o país e convidam as forças soviéticas a derrubar o governo. Troska se torna o líder de um movimento de resistência contra o Exército Soviético.

## Série Codemasters

### Operation Flashpoint: Dragon Rising(2009)
Dragon Rising se passa em uma ilha fictícia chamada Skira, em maio de 2011. Após a crise econômica global causar desemprego em massa e desestabilização política na China, o PLA toma o controle de Skira e do vasto reservatório de petróleo recém-descoberto lá, da Federação Russa. As negociações de paz se mostram inúteis, pois ambos os combatentes reivindicam Skira devido à propriedade anterior dela. A situação se deteriora rapidamente e a China começa a fortificar suas províncias do norte em antecipação ao conflito armado com a Rússia. A Rússia, já combatendo o PLA no continente chinês, pede aos Estados Unidos da América que retomem Skira dos chineses. Vinculados por acordos feitos após o fim da Guerra Fria, os Estados Unidos concordam e os dois maiores exércitos do mundo começam a se chocar na ilha. Dragon Rising foi lançado para PC e consoles, com a versão para PC incluindo editores de mapas e jogos multijogador maiores.
A Bohemia Interactive contestou que a Codemasters tivesse feito a verdadeira sequência de Operation Flashpoint porque, embora a Codemasters possuísse os direitos de publicação do nome Operation Flashpoint, ela não possuía os direitos de publicação de nenhuma propriedade intelectual do jogo, que era toda propriedade da Bohemia Interactive. A Bohemia Interactive já havia iniciado sua própria sequência espiritual de Operation Flashpoint com a série Arma em 2006.

### Operation Flashpoint: Red River(2011)
Operation Flashpoint: Red River foi lançado em 2011 como uma sequência de Dragon Rising de 2009. O enredo do jogo diz respeito a um conflito fictício no Tajiquistão. O jogo segue um pelotão de fuzileiros navais, com o jogador controlando Kirby, líder do esquadrão Bravo.